# Cape Girardeau County
Cape Girardeau County är ett administrativt område i delstaten Missouri, USA, med 75 674 invånare. Den administrativa huvudorten (county seat) är Jackson. 

## Geografi
Enligt United States Census Bureau har countyt en total area på 1 518 km². 1 499 km² av den arean är land och 20 km² är vatten. 

### Angränsande countyn
- Perry County - nord
- Union County, Illinois - nordost
- Alexander County, Illinois - öst
- Scott County - sydost
- Stoddard County - syd
- Bollinger County - väst

### Städer och samhällen
- Allenville
- Cape Girardeau (delvis i Scott County)
- Delta
- Dutchtown
- Gordonville
- Jackson (huvudort)
- Oak Ridge
- Old Appleton
- Pocahontas
- Scott City (till största delen i Scott County)
- Whitewater